# Albert Guyot
Albert Guyot (Parigi, 12 ottobre 1903 – Courbevoie, 1º novembre 1985) è stato uno sceneggiatore e regista francese.

## Filmografia

### Sceneggiatore
- Mon Paris
- La vita che voglio
- Scacco alla regina (Le Joueur d'échecs), regia di Jean Dréville (1938)

- L'Enfant des neiges, regia di Albert Guyot (1951)

### Regista
- Le Sommeil des hommes
- L'Enfant des neiges (1951)